# Chauna
Chauna – rodzaj ptaków z rodziny skrzydłoszponów (Anhimidae).

## Zasięg występowania
Rodzaj obejmuje gatunki występujące w Ameryce Południowej.

## Morfologia
Długość ciała 76–95 cm, masa ciała 2700–4400 g.

## Systematyka

### Etymologia
- Chauna (Chaussa, Chaima): gr. χαυνος khaunos – gąbczasty; odnosi się to do komórek lub worków powietrznych znajdujących się pod skórą skrzydłoszponów[13].
- Chaja: guar. Chaghâ lub Chahâ – skrzydłoszpon czarnoszyi[14]. Gatunek typowy: Chaja torquata Oken, 1816 = Parra chavaria Linnaeus, 1766.
- Opistolophus (Opistholophus, Opistolopus): gr. οπισθε opisthe – tył; λοφος lophos – grzebień, pióropusz[15]. Gatunek typowy: Parra chavaria Linnaeus, 1766.
- Ischyrornis (Ischyornis): gr. ισχυρος iskhuros – silny, mocny; ορνις ornis, ορνιθος ornithos – ptak[16]. Gatunek typowy: Chauna derbiana G.R. Gray, 1845 = Parra chavaria Linnaeus, 1766.

### Podział systematyczny
Do rodzaju należą następujące gatunki:
- Chauna chavaria – skrzydłoszpon czarnoszyi
- Chauna torquata – skrzydłoszpon obrożny